# Шацький лісовий коледж імені Валентина Сулька
Шацький лісовий коледж імені Валентина Васильовича Сулька — професійний вищий навчальний заклад І рівня акредитації у Шацьку Волинської області.
Виш міститься в середмісті Шацька за адресою:
44000, Волинська обл., смт Шацьк, вул. 50 років Перемоги, 20
Сайт: http://shlk.org.ua [Архівовано 9 квітня 2022 у Wayback Machine.]
На кінець 2009 року в коледжі навчався 601 студент, із них 454 –  за денною формою та 147 – за заочною формою навчання, 65% молоді денної форми навчання отримують освіту згідно з держзамовленням.

## Історія коледжу
В 1963 році на базі держлісгоспу було відкрито Шацький лісовий технікум. Його першим директором на більше, ніж 20 років, став талановитий педагог, заслужений лісівник України Валентин Васильович Сулько. Його ім'ям названо цей заклад, адже технікум був утворений саме з його ініціативи. Тоді фронтовик Валентин Сулько, який пройшов через гітлерівські концтабори, узявся за благородну справу: не лише вирощувати ліс, а й виховувати тих, хто вирощуватиме його своїми руками. Незважаючи на зовнішню суворість, перший директор любив і поважав своїх вихованців, намагався допомогти розкрити їм свої таланти. 
У 2006 році технікум реорганізовано в Шацький лісовий коледж імені Валентина Сулька і нині він готує майстрів лісу та єгерів для потреб різних регіонів України. 
Сьогодні підготовку фахівців у Шацькому лісовому коледжі здійснюють 53 викладачі з необхідною фаховою та педагогічною освітою. Серед них – 1 кандидат сільськогосподарських наук, три здобувачі наукового ступеня кандидата сільськогосподарських наук. Дев’ять викладачів мають звання „Викладач-методист”, три – „Старший викладач”.  З червня 2009 року в навчальному закладі працює волонтер Корпусу Миру США. Метою його діяльності є покращення розуміння американців українцями і навпаки, а також тісна співпраця з молоддю та виховання у них відповідального ставлення за свою діяльність. 
У 2006 році на території коледжу було освячено Хрест і закладено наріжний камінь під будівництво каплиці Мучениці Тетяни (УПЦ КП) - покровительки судентів. А в жовтні 2009 року храм для майбутніх фахівців лісового господарства було освячено.
У 2009 році було проведено ремонт гуртожитку та навчального корпусу, оновлено матеріальну базу. 
Із 1963 року з Шацького лісового коледжу вийшло 5648 спеціалістів. Коледж проводить підготовку спеціалістів за такими спеціальностями: 
- лісове господарство,
- лісозаготівля та первинна обробка деревини,
- бухгалтерський облік.

У майбутньому планується ввести нові спеціальності: природно-заповідна справа; зелене будівництво і садово-паркове господарство; організація туристичного обслуговування.